# Peter Wetzler

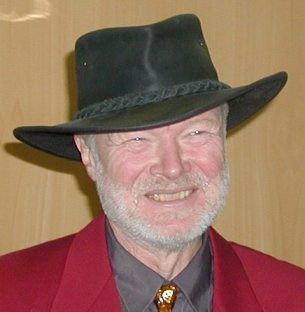
Peter Wetzler, 2001

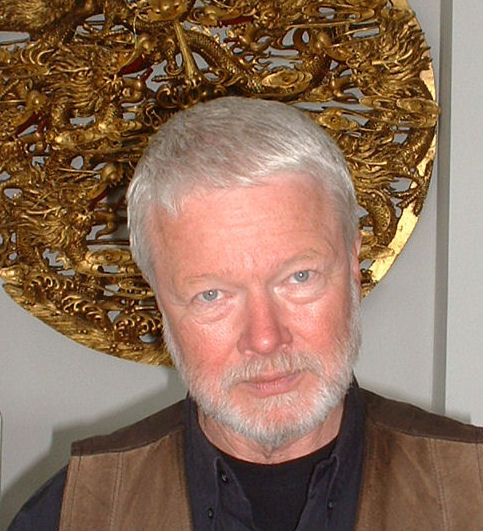
Peter Wetzler, 2005

Peter Wetzler (* 1943) ist ein US-amerikanischer Historiker. Bis 2009 unterrichtete er am Ostasieninstitut der Hochschule Ludwigshafen japanische Landeskunde und Geschichte. 

## Veröffentlichungen zum Shōwa-Tennō
Seine Veröffentlichungen zum Shōwa-Tennō Hirohito und dessen politischer Verantwortung zum Krieg im Pazifik sorgten auch in Japan für lebhafte Diskussion über die Stellung des Tennō in der modernen Geschichte. 
In seinem Buch Hirohito and War. Imperial Tradition and Military Decision Making in Prewar Japan, dessen japanische Übersetzung (昭和天皇と戦争 Shōwa Tennō to Sensō) seit 2002 vorliegt, weist Wetzler auf Grund von bislang unveröffentlichten japanischen Originalquellen nach, dass Hirohito sehr gut über die Planung und Entscheidungsfindung der japanischen Militärführung im Zweiten Weltkrieg informiert war und von dem Angriff auf Pearl Harbor im Voraus wusste. Auch seine Erziehung als Kronprinz hauptsächlich durch Angehörige des Militärs und Hirohitos Beziehung zu General Tōjō Hideki unter anderem lässt das Bild des „Friedenskaisers“ (昭和 Shōwa = glänzender Friede) in einem anderen Licht erscheinen. Das heißt, er hat an militärischen Entscheidungen mitgewirkt, aber diese Entscheidungen nicht alleine getroffen.

## Publikationen
- „War and Subsistence: The Sambre and Meuse Army in 1794“, in: American University Studies Series IX, Vol. 19; Peter Lang Pub Inc., 1985. ISBN 0820401552
- Hirohito and War: Imperial Tradition and Military Decision Making in Pre-War Japan. University of Hawaii Press, Honolulu, 1998. ISBN 082481925X
- mit Moriyama Naomi (森山尚美): ゆがめられた昭和天皇像 -　欧米と日本の誤解と誤訳 (Yugamerareta Shōwa Tennō-zō - Ōbei to Nihon no gokai to goyaku - Das verzerrte Bild des Showa-Kaisers - Falsches Verständnis und falsche Interpretationen Japans in Europa und Amerika)
- 昭和天皇と戦争 - 皇室の伝統と戦時下の政治・軍事戦略 (Shōwa Tennō to sensō - Kōshitsu no dentō to senjishita no seiji, kunji senryaku - Der Showa-Kaiser und der Krieg - Die Tradition des kaiserlichen Hauses, Politik und militärische Strategie während der Kriegszeit). ISBN 4-562-03573-0